# Сотаро Ясуї
Сотаро Ясуї (яп. 安井 曾太郎; *17 травня 1888 — 14 грудня 1955) — японський художник першого частини XX століття.

## Життєпис
Походив з купецького роду. Син великого торговця вовною. Народився у 1888 році в Кіото. Спочатку навчався у комерційній школі. Втім не довчився і розпочав своє художнє навчання в Дослідницькому інституті західного живопису Сьогоі. Вчився в Асаї Тю. У 1907 році їде до Парижа, де до 1914 року вчиться в Академії Жуліана у Жана-Поля Лорана.
Вимушений повернутися до Японії з початком Першої світової війни, у 1915 році він дебютував на виставці Товариства Другого відділення товариства (Нікакай), де він показав 44 картини, намальовані ним у Парижі. Протягом наступних десяти років Ясуй страждав від постійних проблем зі здоров'ям і не брав участь у виставках, а намагався вдосконалювати свій стиль
1930 року знову почав брати участь у виставках. 1935 року стає членом Імператорської академії мистецтв. У 1936 році художник створює, спільно з декількома іншими художниками, групу Іссуй-кай.
1944 року стає професором Токійського університету мистецтв. У післявоєнний період багато його творів були відібрані в якості обкладинки для літературного журналу «Бунґейсундзю». В останні роки він повернувся до Югавари в префектурі Канагава, де він ще більше спростив свій стиль.
У 1952 році він отримав орден Культури від японського уряду. Сотаро Ясуї помер в 1955 році від гострої пневмонії. Його могила знаходиться в храмі Сокаку в Кіото.

## Творчість

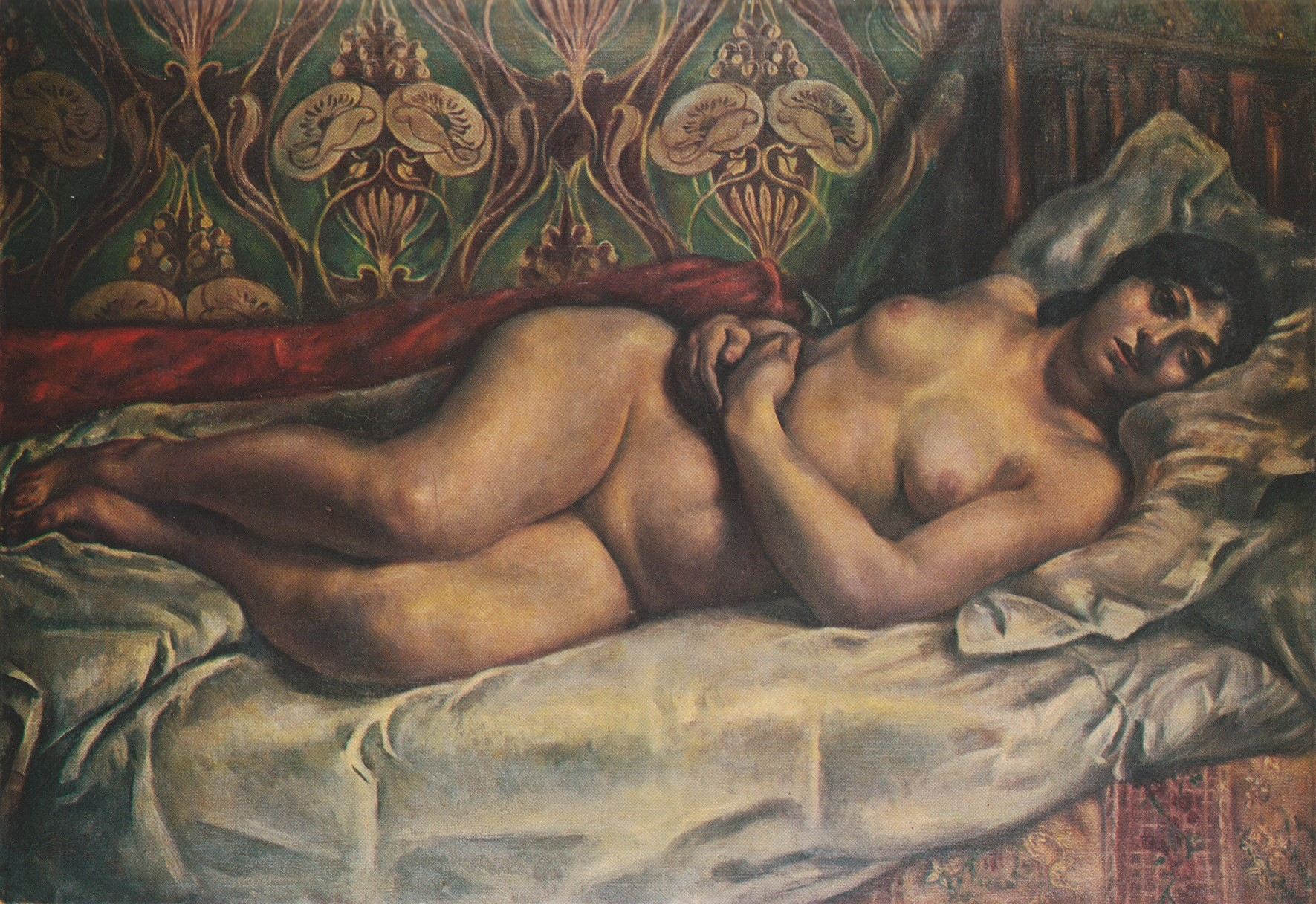
«Оголена з чорним волоссям»

У початковий період творчості в полотнах відчувається вплив Густава Курбе, в більш пізніх — Сезанна. Спочатку створював свої картини відповідно до західної традиції, але поступово звільняється від творчої залежності від французької школи і виробляє свій власний художній стиль, який включає чіткі контури та яскраві кольори в портретах і пейзажах, поєднуючи західний реалізм з більш м'якими прийомами традиційних методів ніхонга (японського живопису).
Протягом багатьох років Сотаро Ясуї був відомий як видатний портретист. Відомими картинами стали «Обличчя жінки», «Жінка з чорними волоссям», «Жінка, що миє ноги», «Жінка з павичем», «Пані, що сидить», «Ламаїстський храм в Ченде». Посмертно збірка його творів була опублікована під назвою «З очима художника».